# Lýdie (jméno)
Ženské jméno Lýdie pochází z řečtiny a znamená pocházející z Lýdie (území Malé Asie).
Jméno se používá častěji ve formě Lydie. Taktéž se používá podoba Lydia.

## Statistické údaje

### Pro jméno Lýdie
Následující tabulka uvádí četnost jména v ČR a pořadí mezi ženskými jmény ve srovnání dvou roků, pro které jsou dostupné údaje MV ČR – lze z ní tedy vysledovat trend v užívání tohoto jména:
| Rok       | Četnost   | Pořadí   |
| 1999      | 470       | 301.     |
| 2002      | 451       | 306.     |
| Porovnání | o 19 méně | o 5 hůře |

Změna procentního zastoupení tohoto jména mezi žijícími ženami v ČR (tj. procentní změna se započítáním celkového úbytku žen v ČR za sledované tři roky) je -3,3%.

### Pro jméno Lydie
| Rok       | Četnost   | Pořadí   |
| 1999      | 2774      | 148.     |
| 2002      | 2748      | 150.     |
| Porovnání | o 26 méně | o 2 hůře |

Změna procentního zastoupení tohoto jména mezi žijícími ženami v ČR (tj. procentní změna se započítáním celkového úbytku žen v ČR za sledované tři roky) je -0,2%.

## Jméno Lydie v jiných jazycích
- Anglicky: Lydia, Lidia
- Francouzsky: Lydie
- Německy: Lydia
- Slovensky: Lýdia

## Datum jmenin
- Český kalendář: 14. prosince

## Známé nositelky jména
- Lidia Amejko, spisovatelka
- Lidia Baich, houslistka
- Lidia Bastianich, americká kuchařka, obchodnice a restauratérka
- Lidia Boicu, fotografka
- Lidia Drozdzynski
- Lidia Chojecká, polská atletka
- Lidia Kopania, polská zpěvačka
- Lidia Nastišinská
- Lidia Ruslanova, milovnice ruského folku a zpěvačka
- Lídia Sákovicsová, maďarská sportovní šermířka
- Lidia Șimonová, rumunská atletka
- Lidia Valentin, španělská vzpěračka
- Lidia Wysocka, polská herečka
- Lidija Selichovová, sovětská rychlobruslařka

- Lydia Davisová, americká spisovatelka a překladatelka
- Lydia Fairchild
- Lydia Ferková
- Lydia Fixel, modelka
- Lydia Fox, britská herečka
- Lydia Gaudreau
- Lydia Gilligan
- Lydia Gourardo, Francouzka
- Lydia Guevara, vnučka Che Guevary
- Lydia Hearst-Shaw, americká modelka
- Lydia Jones
- Lydia Koidula, estonská básnířka a spisovatelka
- Lydia Kokavcová
- Lydia Lamaison, argentinská herečka, známá z telenovely Divoký anděl
- Lydia Lassila, australská atletka
- Lydia Leonard, britská herečka
- Lydia Lunch, americká zpěvačka, básnířka, scenáristka a herečka
- Lydia Mayer
- Lydia Nelson
- Lydia Panas, fotografka
- Lydia Petráňová, česká spisovatelka a etnoložka
- Lydia Pinkham
- Lydia Potts
- Lýdia Volejníčková, slovenská zpěvačka

- Lydie Auvray
- Lydie Bauer, česká doktorka medicíny
- Lydie Härtelová, česká harfistka
- Lydie Havláková, česká mezzosopranistka a herečka
- Lydie Junková, česká spisovatelka
- Lýdie Vladimirovna Litvjaková, sovětská pilotka
- Lydie Romanská, česká básnířka
- Lydie Roskovcová, synodní kurátorka Českobratrské církve evangelické
- Lydia z Thyatir, křesťanská světice
- Lýdia Mamulová, farářka a první seniorka Českobratrské církve evangelické

## Jiné Lýdie
- Lýdie, historické území v Malé Asii shodným zhruba s dnešními tureckými provinciemi İzmir a Manisa